# Josh Woodward
Pour les articles homonymes, voir Woodward.
Josh Woodward est un auteur/compositeur habitant Findlay, dans l'Ohio, aux États-Unis. Il est un pionnier dans le domaine de la musique licenciée Creative Commons et du "Fixez le prix du CD vous-même". L'œuvre de Woodward répertorie plus de 150 chansons, en comptant certaines démos non poursuivies, disponibles gratuitement via son site, ainsi que 8 CD sortis chez Snooter Records. Woodward a enregistré plus de 2 millions de téléchargements depuis la mise en place de sa politique.
Beaucoup des premières chansons de Josh Woodward furent écrites en réponse aux défis Song Fight!. Plus de la moitié des chansons qu'il a posté ont gagné, faisant de lui le plus haut pourcentage de réussite de ce site. Un des thèmes récurrents de ses titres est son enfance passée à Findlay, dans l'Ohio. Son style musical a été comparé à celui de Simon and Garfunkel, Barenaked Ladies ou encore John Mayer.

## Discographie

### Albums Studio
- Ashes (2010)
- Breadcrumbs (2009)
- The Simple Life (2008)
- Dirty Wings (2007)
- Not Quite Connected (2007)
- Only Whispering (2006)
- Crawford Street (2005)
- Here Today (2004)

### Autres sorties
- Sunny Side of the Street (2005)
- Reject Bin (2005)

## Filmographie
Josh Woodward a composé de nombreuses musiques de courts-métrages, ainsi que pour quelques films et épisodes de séries télévisées :
Comme compositeur
- 2024 : C.A.R.M.E.N  réalisé par Sylvie Guilleminot
- 2017 : Desert Rose (court métrage)
- 2015 : A Través del Espejo (court métrage)
- 2015 : Lights, Camera, Independence (documentaire)
- 2015 : El Secreto de Magdalena
- 2015 : Snow Day (court métrage documentaire)
- 2015 : Inside Gaming Animated (série télévisée) (1 épisode)
- 2015 : Man in the Mirror
- 2014 : Sleepwalker Romance (court métrage)
- 2014 : Conditional Child (court métrage)
- 2014 : Blinded
- 2014 : LGBT Youth Voices (court métrage)
- 2014 : El Dueño de la Pelota (court métrage)
- 2014 : Afrit 27 (documentaire)
- 2014 : Disambiguous (court métrage)
- 2014 : The Suburbanites (série télévisée)
- 2014 : L'Ancienne Nouvelle Star (court métrage)
- 2014 : Le Camp (court métrage documentaire)
- 2014 : This Is Normal, Right? (court métrage documentaire)
- 2014 : The Bench (court métrage)
- 2013 : Le Degré 6 du Voyageur (documentaire)
- 2013 : Hey Bella (série télévisée)
- 2013 : S.C.O.T.T the Movie (court métrage)
- 2013 : Cita rápida (court métrage)
- 2013 : I Promise (court métrage)
- 2013 : Our Friend Junaid (court métrage)
- 2013 : Libres (série télévisée) (2 épisodes)
- 2012 : No Man Is an Island (court métrage)
- 2012 : Distance (court métrage)
- 2011 : Today Is the Day (court métrage)
- 2011 : First Date (court métrage)
- 2011 : The Nature of Hatman
- 2011 : Con los Ojos Cerrados (court métrage)
- 2010 : Through the Ashes (court métrage documentaire)
- 2010 : Yakutos (court métrage documentaire)
- 2010 : Actuant pel nostres drets (court métrage)
- 2010 : My Fight (documentaire)